# Enrique Pichon Rivière
Enrique Pichon Rivière (Genebra, 25 de junho de 1907 - Buenos Aires, 16 de julho de 1977) foi um psiquiatra e psicanalista francês-suiço nacionalizado argentino.

## Biografia
Seus pais eram os franceses Alfonso Pichon e Josefina de la Riviére. Seu pai, Alfonso, era boxeador, esgrimista e militar. Foi expulso da Academia por suas ideias políticas e a partir dessa expulsão decide ir para Manchester, onde tem a ideia de fabricar tecidos.
Em seguida decide morar na Argentina, na região do Chaco – em plena selva argentina. Conseguiu uma concessão de terras do Estado, mas devido às chuvas, inundações e pragas, perdeu tudo. Foi residir em Corrientes (Goya) e lá plantou algodão e tabaco. Começou também a dar aulas e depois começou a trabalhar como contador estabilizando assim a sua situação financeira.
Já sua mãe, Josefina, foi a primeira mulher a fumar e a usar calças para representar uma peça. Recitava Racine e Corneille. Fundou escolas primárias e a 1ª Escola Profissional e o Colégio Nacional.
Pichon definia a sua família como forte, unida e muito lutadora. Eram seis irmãos e Pichon era o caçula. Muito unidos, ele e os irmãos não tiveram dificuldade para aprender o guarani. No Chaco, Pichon viveu situações de inundações na cidade e colaborava ativamente na evacuação das pessoas e depois tentava incluí-las em tarefas como forma de aliviar a tensão (jogo de futebol).
Essa experiência depois serviu como matéria de investigação (As reações psicológicas frente ao desastre) – primeiros esboços da Psicologia Social da Vida Cotidiana.
No decorrer da adolescência vivia absorvido pelos esportes: foi campeão de ciclismo, praticava natação, futebol, tênis. Foi campeão juvenil de boxe em peso-pena. Definia-se como curioso. Quando a mãe se reunia com as senhoras do povoado para conversar, ele ficava observando e ia se dando conta das contradições (era um observador não-participante: primeira aprendizagem sobre o funcionamento dos grupos humanos). Pintou também e aos 16, 17 anos começa a escrever seus primeiros versos. Escreve depois críticas e análises sobre dois temas que o acompanham: o tango e a tristeza.
Aos 18 anos vai para Rosário estudar Medicina. Fica seis meses, contrai pneumonia e volta para Goya. Trabalhou temporariamente preparando alunos para entrar no Colégio Nacional. Depois de alguns meses voltou para Buenos Aires e vai morar na "A Pensão do Francês". Ali conhece alguns de seus melhores amigos. Robert Arlt era um deles.
Estudando Medicina tem problemas com os professores em relação ao método de ensino: questionava a pratica de ensinar (aulas práticas com cadáveres) que para ele estava distante dos propósitos de cura. Vê mais uma vez a contradição: os alunos eram preparados para os mortos não para os vivos. Estuda psiquiatria como autodidata. Inicia seus estudos anos antes de entrar na Faculdade de Medicina, pois buscava a psiquiatria e queria através dela entender o mistério da tristeza. Teve todo um cuidado em abordar seu paciente integrando os dois pontos de vista: o físico e o psíquico. Desarticula assim a desunião entre mente e corpo.
Inicia sua prática psiquiátrica no Asilo de Torres. E uma das primeiras tarefas foi organizar uma equipe de futebol – e ao investigar os pacientes descobre que 60% deles possuem retardo que não estavam ligados a lesões orgânicas (oligofrênicos) e sim eram produto de retardos afetivos. O que não funcionava bem era a máquina psíquica. Para ele por trás de toda conduta desviada subjaz uma situação de conflito, sendo a enfermidade a expressão de uma tentativa falida de se adaptar ao meio. Por meio da recreação Pichón buscava uma ressocialização. O esporte (futebol) surge como terapia grupal dinâmica.
Pichon desenvolve inúmeras atividades, dentre elas:
- Funda a Associação Psicanalítica Argentina
- Funda o primeiro serviço especializado de atendimento para crianças e adolescentes
- Funda o Clube de Futebol Matienzo
- Fundador do Partido Socialista
- Candidato a Deputado pelo Partido Socialista
- Crítico de arte da revista Nervio
- Secretário do Comitê de Ajuda a Espanha Republicana
- Funda a IADES – Instituto Argentino de Estudos Sociais
- Membro titular da Associação Psicanalítica do Brasil

Faleceu em Buenos Aires, num sábado, 16 de julho de 1977, aos 70 anos. Em 1975, havia começado a acusar os efeitos de uma longa enfermidade, mesmo assim continua trabalhando como professor, e como psicanalista até a sua morte. Poucos dias antes toda a intelectualidade argentina reuniu-se num teatro para festejar seu aniversário em um ato que se chamou Ao Mestre com Carinho.

## Obras
- Pichon-Rivière, Enrique;Teoria do Vínculo. São Paulo: Martins Fontes, 1998.
- Pichon-Rivière, Enrique;O processo grupal. 7a ed. São Paulo: Martins Fontes, 2005.
- Rambaut, Leo; Diccionario Crítico de Psicología Social, according to the theory of Dr. Enrique Pichon-Rivière, ed. del author, Buenos Aires, 2002, ISBN 987-43-3367-7.
- Pichon-Rivière, Enrique; Diccionario de Psicología Social, thematic compilation of writings by Pichon Rivière, Joaquín, and cols., ed. Nueva Visión, Buenos Aires, 1995.
- Zito Lema, Vicente; Entrevistas a PICHON-RIVIÈRE, Enrique; Conversaciones... sobre el arte y la locura, transcription of recordings, ed. Ediciones Cinco, Buenos Aires, 9ª, 1993.
- Pichon-Rivière, Enrique; El proceso creador, ed. Nueva Visión, Buenos Aires, 1987.
- Pichon-Rivière, Enrique y PAMPLIEGA de QUIROGA, Ana; Psicología de la vida cotidiana, ed. Nueva Visión, Buenos Aires, 1985.
- Pichon-Rivière, Enrique; La Psiquiatría, una nueva problemática, ed. Nueva Visión, Buenos Aires, 1983.
- ----. El Proceso Grupal, (Del psicoanálisis a la psicología Social, I), Buenos Aires, Ediciones Nueva Visión, 2001
- ----. Psicoanálisis del Conde de Lautrémont, Buenos Aires, Editorial Argonauta, Biblioteca de Psicoanálisis. 1992